# Hipótese da pleiotropia antagônica
A hipótese da pleiotropia antagônica foi proposta pela primeira vez em um artigo de 1952 sobre a teoria evolutiva do envelhecimento por Peter Medawar e desenvolvida posteriormente em um artigo histórico de George C. Williams em 1957. Desde então, suas hipóteses originais estimularam uma literatura enorme e frutífera sobre a explicação evolutiva da senescência. Pleiotropia é o fenômeno em que um único gene influencia mais de uma característica fenotípica em um organismo. É um dos atributos mais comumente observados dos genes. Considera-se que um gene exibe pleiotropia antagônica se controla mais de uma característica fenotípica, onde pelo menos uma dessas características é benéfica para a aptidão do organismo e pelo menos uma é prejudicial à aptidão.
Esta linha de investigação genética começou como uma tentativa de responder à seguinte questão: se a sobrevivência e a reprodução devem ser sempre favorecidas pela seleção natural, porque é que o envelhecimento – que em termos evolutivos pode ser descrito como o declínio relacionado com a idade na taxa de sobrevivência e reprodução – ser quase onipresente no mundo natural?" A hipótese da pleiotropia antagônica fornece uma resposta parcial a esta questão. Como explicação evolutiva para o envelhecimento, a hipótese se baseia no fato de que a capacidade reprodutiva diminui com a idade em muitas espécies e, portanto, a força da seleção natural também diminui com a idade (porque não pode haver seleção natural sem reprodução). Uma vez que a força da seleção diminui ao longo dos ciclos de vida dos seres humanos e de alguns outros organismos, a seleção natural nestas espécies tende a favorecer "alelos que têm efeitos benéficos precoces, mas posteriormente efeitos deletérios".
A pleiotropia antagônica também fornece uma estrutura para a compreensão de por que muitos distúrbios genéticos, mesmo aqueles que causam impactos à saúde que ameaçam a vida (por exemplo, anemia falciforme), são relativamente prevalentes nas populações quando, vistos através das lentes de processos evolutivos simples, deveriam ser observados em frequências muito baixas devido à força da seleção natural. Modelos genéticos de populações mostram que a pleiotropia antagônica permite que os distúrbios genéticos sejam mantidos em frequências razoavelmente altas "mesmo que os benefícios de aptidão sejam sutis". Nesse sentido, a pleiotropia antagônica forma a base de uma “compensação genética entre diferentes componentes de aptidão”.

## Compensações
Na teoria da evolução, o conceito de aptidão tem dois componentes: mortalidade e reprodução. A pleiotropia antagônica é fixada nos genomas através da criação de compensações viáveis entre ou dentro desses dois componentes. A existência destas compensações foi claramente demonstrada em espécies humanas, botânicas e de insetos. Por exemplo, uma análise da expressão genética global na mosca da fruta, Drosophila melanogaster, revelou 34 genes cuja expressão coincidiu com a compensação genética entre a sobrevivência larval e o tamanho adulto. A expressão conjunta destes genes candidatos de 'compensação' explicou 86,3% da compensação. Estas compensações podem resultar da seleção ao nível do organismo ou, mais sutilmente, através de mecanismos para a atribuição de recursos escassos no metabolismo celular.